# Ligny-le-Châtel
Ligny-le-Châtel là một xã của Pháp,tọa lạc ở tỉnh Yonne trong vùng Bourgogne.
Xã này gồm các làng: Lordonnois, La Mouillère và Prés du Bois

## Hành chính
| Danh sách các thị trưởng               |           |               |      |         |
| Giai đoạn                              | Giai đoạn | Tên           | Đảng | Tư cách |
| tháng 3 năm 2001                       |           | Gérard Lannes |      |         |
| Tất cả các dữ liệu trước đây không rõ. |           |               |      |         |

## Thông tin nhân khẩu
| Năm | 1962 | 1968 | 1975 | 1982 | 1990 | 1999 |
| --- | ---- | ---- | ---- | ---- | ---- | ---- |
| Dân số | 957  | 962  | 1027 | 1010 | 1122 | 1289 |
| From the year 1962 on: No double counting—residents of multiple communes (e.g. students and military personnel) are counted only once. |      |      |      |      |      |      |